# Thracella
Thracella is een geslacht van uitgestorven kreeftachtigen uit de klasse van de Ostracoda (mosselkreeftjes).

## Soorten
- Thracella apostolescui Soenmez, 1963 †
- Thracella bartonensis (Jones, 1857) Faure & Guernet, 1988 †
- Thracella rutoti (Keij, 1957) Ducasse, Guernet & Tambareau, 1985 †